# Gatchsaran-Kharg (oléoduc)
L'oléoduc de Gatchsaran-Kharg est un oléoduc iranien reliant le champ pétrolier de Gatchsaran, dans la province de Kohguilouyeh-et-Bouyer-Ahmad, au Sud-Ouest de l'Iran, au terminal pétrolier situé sur l'île de Kharg, dans le Golfe persique. Sur sa route, l'oléoduc dessert les champs de Bibi Hakimeh et de Binak. Il est utilisé pour transporter du pétrole brut.
L'oléoduc aboutit au port de Bandar Ganaveh, à partir duquel le pétrole est transmis à l'aide de pipelines sous-marins.